# Öregrund
Öregrund is een stad in de gemeente Östhammar in het landschap Uppland en de provincie Uppsala län in Zweden.
De stad heeft 1552 inwoners (2005) en een oppervlakte van 243 hectare. De stad ligt ongeveer 20 kilometer (via autoweg) ten noorden van Östhammar. De stad ligt aan de Oostzee.

## In de media
In 2017 diende het Zweedse plaatsje als decor voor het Nederlandse spelprogramma Kroongetuige.